# 多古城
多古城（たこじょう）は、千葉県香取郡多古町にあった日本の城。

## 歴史
栗山川中流の多古地方は、かつて千田庄に属し、鎌倉時代以降千葉本宗家の地盤であった。1455年（享徳4年）の享徳の乱では、千葉本宗家十六代千葉胤直ら一族は千葉城を追われ、多古城と志摩城に逃れた。
多古城には、胤直の子の千葉胤宣が立てこもったが、すぐに原氏・馬加氏の連合軍が迫った。馬加康胤は、城を遠巻きにして兵糧を止める長期包囲の作戦をとった。籠城の兵は日に日に困窮し、逃亡するものが相次ぎ、8月には胤宣以下20人あまりになってしまったと言われている。胤宣はついに降伏を申し出て、城外の阿弥陀堂に入り、念仏を唱えながら切腹した。
また、遺構として残る畝堀は北条氏が拠点とする城郭に好んで用いられたもので、その勢力がこの地に及んでいた証左としてあげられる。

## 構造

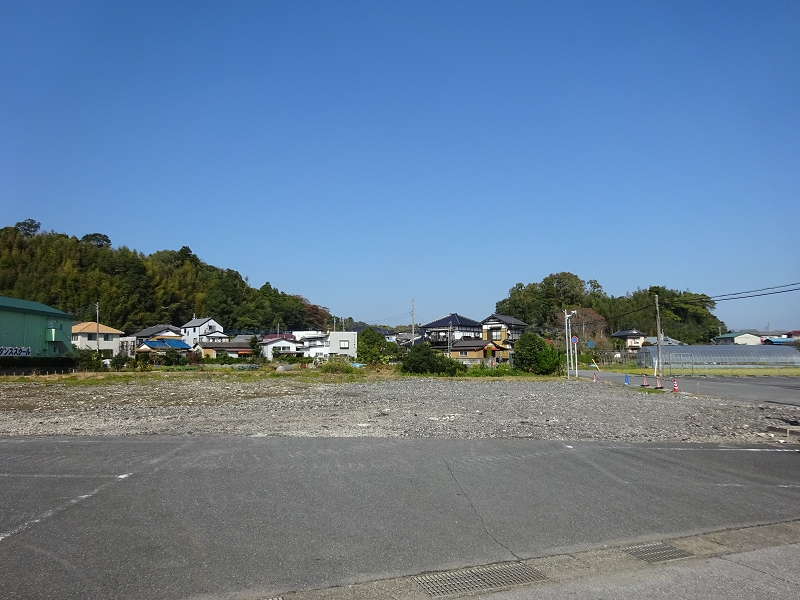
「古城」と「城山」

多古城跡は、多古台と呼ばれるニュータウン付近の高さ十数メートルの台地上にあり、南北約1000メートル、東西の幅は最大のところで約400メートルである。南端部の「古城」と呼ばれているあたりには、遺構が残っている。多古台通りから案内板に従って700メートルほど細道を入ると空堀の跡があり、多古町教育委員会が立てた案内板がある。
それ以外の台地上は多古台バスターミナルやこども園などが建つなど、開発が進んでいる。城の北部にも大少数郭があったらしいが、はっきり残っていない。
城の東北には、千葉氏の信仰する妙見社を祀った小郭があり、鬼門にあたることから、城の守護神として祀られたものである。
また、台地から切通（横芝へ向かうバス通り）を挟んで、町民が「城山」と呼んでいるところがある。東西約100メートル、幅20メールほどの小島のようなもので、もとは前記の「古城」と呼ばれる広い郭につながっていたところである。この中にも空堀や土塁が複数残されている。

## アクセス
- 東京駅から多古台バスターミナル行き高速バス、または成田空港から多古町シャトルバス、「多古台バスターミナル」下車。